# Mouacourt
Mouacourt é uma comuna francesa na região administrativa de Grande Leste, no departamento de Meurthe-et-Moselle. Estende-se por uma área de 8,5 km². Em 2010 a comuna tinha 75 habitantes (densidade: 8,8 hab./km²).